# Bahnhof Altentreptow
Der Bahnhof Altentreptow in Altentreptow liegt an der 1877 eröffneten Bahnstrecke Berlin–Stralsund. Das Empfangsgebäude, Bahnhofstraße 17/18, wurde um 1878 errichtet und steht mit einigen Nebengebäuden unter Denkmalschutz.

## Geschichte

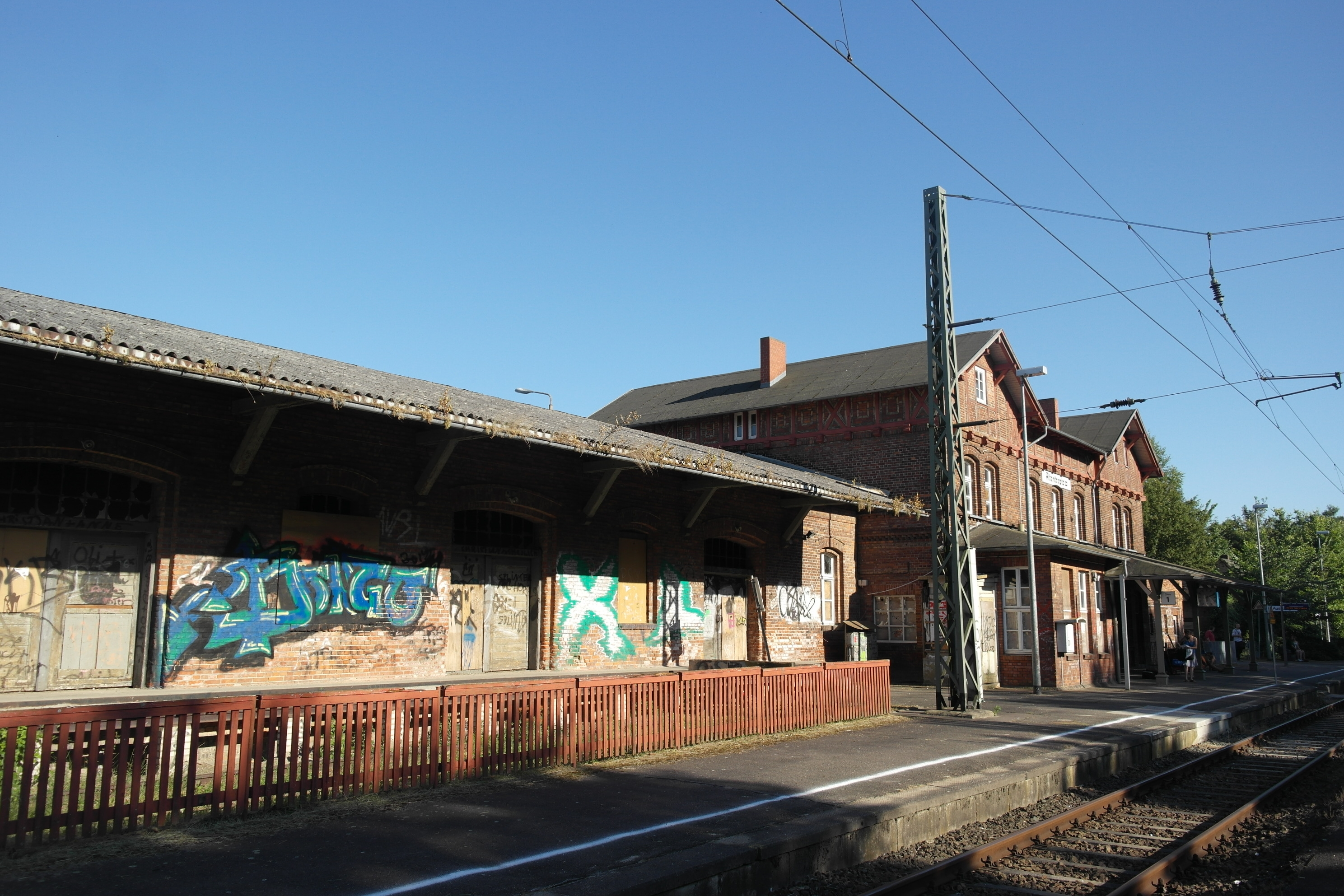
Güterschuppen

Schon ab 1844 setzten sich Stralsunder Unternehmer, zunächst erfolglos, für eine Eisenbahnstrecke von Berlin über Neustrelitz nach Stralsund ein. Die Berliner Nord-Eisenbahn-Gesellschaft plante 1869 eine Bahnlinie Berlin – Neustrelitz – Stralsund – Arkona, begann mit dem Bau und meldete Konkurs an. Preußen erwarb 1875 die unvollendete Bahn. 1878 konnte der Betrieb auf der neuen Berliner Nordbahn mit Stralsund als Endstation aufgenommen werden.
Der Bahnhof mit dem zweigeschossigen neogotischen, verklinkerten Empfangsgebäude von um 1878, mit Güterabfertigung, Aborthaus und Nebengebäude steht unter Denkmalschutz, ebenfalls die nicht mehr in Betrieb befindlichen Stellwerke (Trt) am Südende des Bahnhofes und am Nordende (Trf) und die Eisenbahnbrücke über die Barkower Straße.
Die beiden mechanischen Stellwerke waren bis 1997 in Betrieb. Abgelöst wurden sie durch das Relaisstellwerk Trf, das sich im Gebäude des Stellwerks Trt befand. Seit April 2025 wird Altentreptow von einem elektronischen Stellwerk gesteuert.
Es sind nur noch die beiden Bahnsteiggleise in Betrieb, die Nebengleise liegen brach oder sind abgebaut.

## Verkehr
Er wird von der Regional-Express-Linie RE 5 (Stralsund – Neustrelitz – Berlin Südkreuz) im Einstundentakt bedient (Stand: Ende 2022).

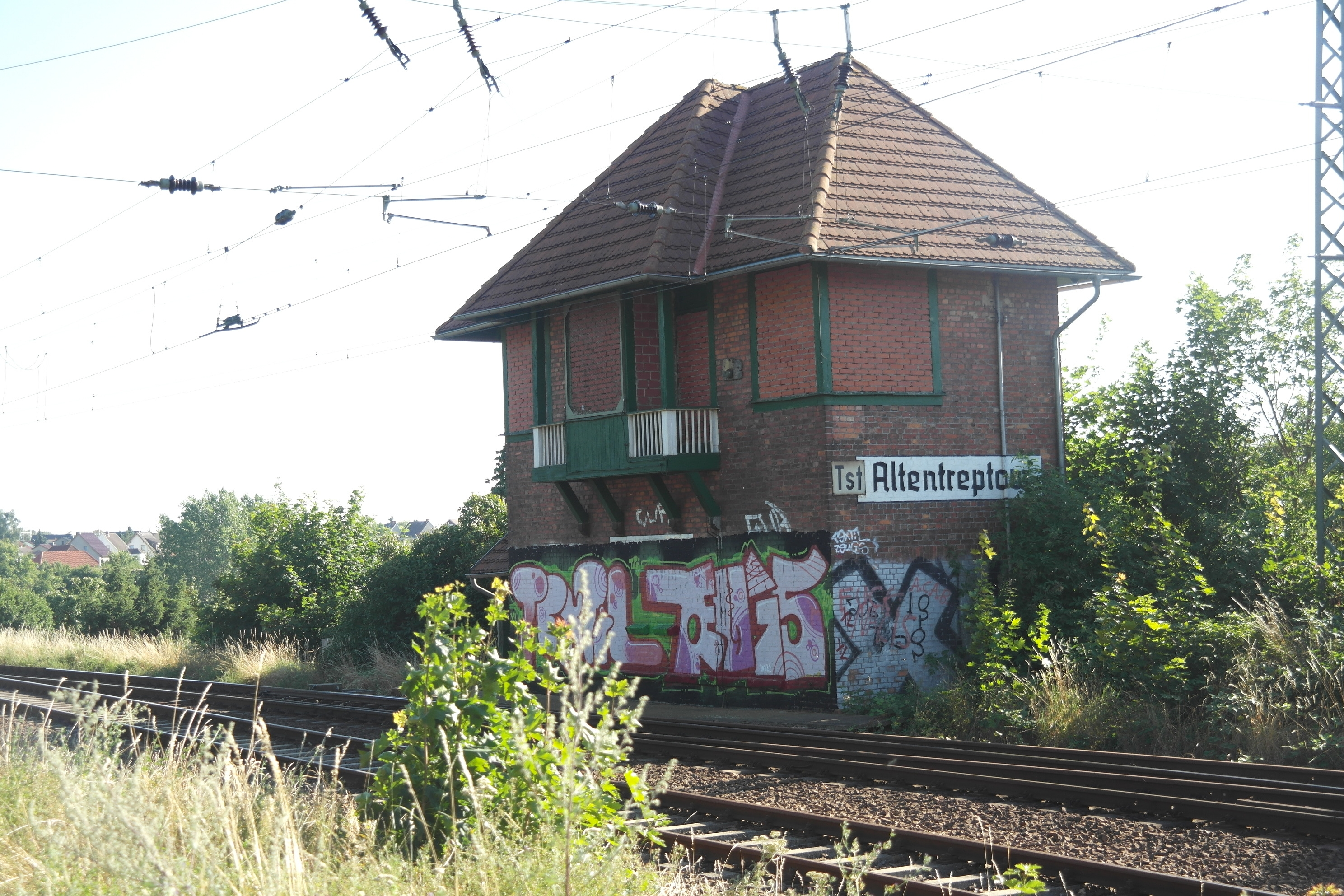
Stellwerk Trf
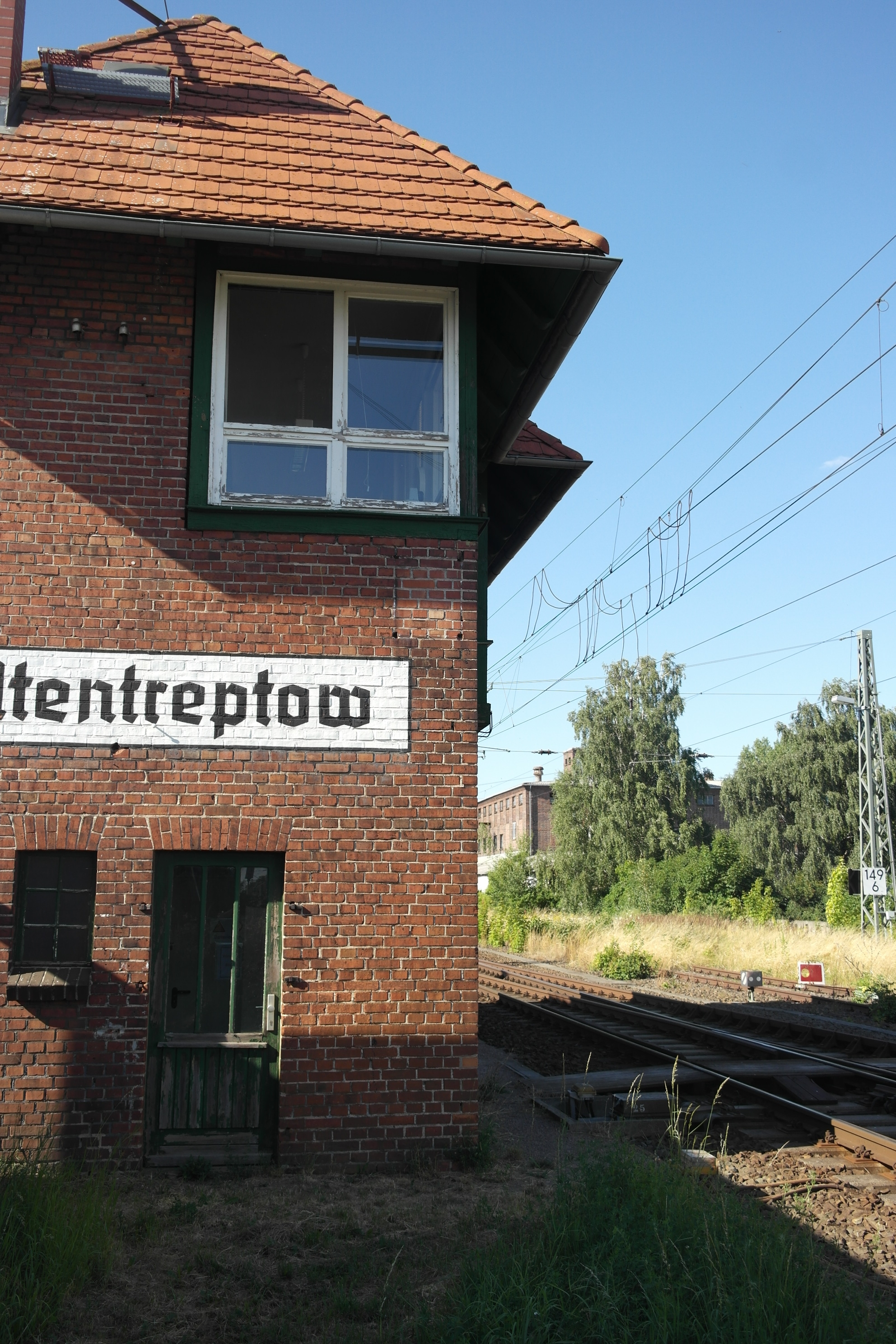
Stellwerk Trt